# Cappel (Adelsgeschlecht)

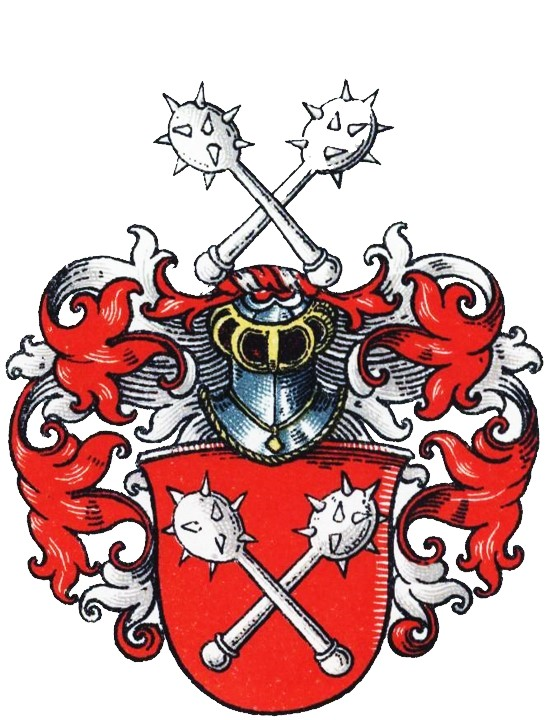
Wappen derer von Cappel

Die Herren von Cappel (auch: Cappeln, Kappel o. ä.) waren ein westfälisch-niedersächsisches Adelsgeschlecht.

## Geschichte
Die Familie erscheint urkundlich erstmals 1158 im Dienst der Grafen von Ravensberg. Ein Ritter Herman de Capellen erscheint 1269. Ein Johannis de Capellen, Knappe, und seine Frau Lysa, die zu Neuenhaus im Wiedenbrückschen wohnten, übertrugen 1491 dem Kloster Marienfeld in Marienfeld bei Harsewinkel verschiedene Gerechtsame.
Stammsitz des Geschlechts war Haus Kappeln nördlich des Ortskerns von Westerkappeln im Kreis Steinfurt, das die Familie bis ca. 1550 besaß. Darüber hinaus hatte die Familie Besitz in Nienhorst (urkundl. 1329), Wallenbrück bei Bünde (1605–1717), Warmenau (1560–1690), Werther sowie im Osnabrückschen eine Freigrafschaft und viele weiteren Lehen, u. a. Ahaus (1280).
Die Herren von Cappel starben in der ersten Hälfte des 18. Jahrhunderts aus. Max von Spießen vermutet dagegen, dass das Geschlecht mit dem Tod von Anna von Cappel, Äbtissin zu Freckenhorst, am 31. Dezember 1779 erlosch. Freckenhorster Äbtissin war Anna von Cappel aber sicher nicht.

## Wappen
Blasonierung: In Rot zwei ins Andreaskreuz gestellte silberne Streitkolben, die sich über einem rot-silbernen Wulst auf dem Helm wiederholen. Die Helmdecken sind rot-silbern.